# Мугайское
Мугайское — посёлок в Алапаевском районе Свердловской области России, входящий в Махнёвское муниципальное образование и подчинённый Измодёновской сельской администрации. Станция Свердловской железной дороги.

## Географическое положение
Мугайское расположено в 45 километрах (в 50 километрах по дорогам) к северу от города Алапаевска, на правом берегу реки Мугай (правый приток реки Тагил). В посёлке расположена станция Мугайское Свердловской железной дороги. В окрестностях находится ботанический природный памятник Мугайские припоселковые кедровники возрастом более 150 лет.

## Население
| 2002 | 2010 |
| ---- | ---- |
| 15   | ↘5   |